# 카프리썬
카프리썬(영어: Capri-Sun 카프리선[*], 독일어: Capri-Sonne 카프리조네[*])은 독일의 Wild사의 과즙 음료 브랜드이다. 명칭은 이탈리아의 유명한 섬 카프리와 태양을 조합하여 만든 것이다. 1969년부터 생산되고 있으며, 주로 파우치에 담겨 판매된다. 세계 140여 국가에서 매년 5.5억 개 이상의 제품이 판매되는데 미국에서는 크래프트 푸즈, 영국에서는 코카콜라, 대한민국에서는 농심을 통해 판매되며 이에 앞서 1979년 신동아그룹 계열 한국콘티넨탈식품에서 잠깐 생산됐지만  소비자들의 반응이 없었던 것 외에도 제빵업계의 경쟁이 치열해지자 몇년 뒤 단종됐고 한국콘티넨탈식품은 1988년 4월 성남 빵공장이 노사분규로 인해 합의 폐업하며 시장에서 퇴출됐고 법인 자체는 신동아건설이 1989년 4월 신동아그룹에서 계열분리되어 신아그룹이 되면서 신아그룹 계열로 편입하여  한동안 존속했다가 1999년 폐업했다.

## 제품 종류
- 오렌지
- 오렌지망고
- 사과
- 사파리(정글드링크)
- 알라스카 아이스티
- 멀티비타민
- 딸기키위
- 페어리드링크
- 정글
- 펀알람

딸기 키위와 페어리 드링크는 현재 단종되었으며, 구입하려면 해외 직구로 구입해야 한다.